# Konståret 1893

## Händelser

### April
- 26 april – Statyn John Ericsson av konstnären Jonathan Scott Hartley avtäckts, Battery Park, New York. En ny version av samme konstnär avtäcks 1 augusti[1] 1903.

### Okänt datum
- National Sculpture Society grundas i USA av skulptörer och arkitekter.

## Verk
- Henrique Bernardelli – Messalini
- Olga Boznańska – Självporträtt

Peder Severin Krøyer målade Sommarkväll vid Skagens strand år 1893.

- Edgar Bundy – Antonio Stradivari at work in his studio
- Edward Burne-Jones – Love Among the Ruins
- Peder Severin Krøyer – Sommarkväll vid Skagens strand
- Edvard Munch – Skriet
- Franz von Stuck – Synden

## Utställningar
- 1 maj – World's Columbian Exposition öppnar för allmänheten i Chicago i USA, med en romansk staty av Columbia, som ser ner på den människoskapade sjön. De första USA-minnesfrimärkena skapades för visningen.

## Födda
- 13 januari – Chaim Soutine (död 1943), vitrysk målare.
- 17 februari – Arvid Källström (död 1967), svensk konstnär och skulptör.
- 1 mars – Adolf Hallman (död 1968), svensk konstnär och illustratör.
- 3 mars – Beatrice Wood (död 1998), amerikansk konstnär och keramiker.
- 3 mars – Ivon Hitchens (död 1979), engelsk målare.
- 9 mars – Bertil Bull Hedlund (död 1950), svensk konstnär, grafiker och målare.
- 11 mars – Wanda Gag (död 1946), amerikansk barnboksförfattare och konstnär.
- 28 mars – Gustaf Clason (död 1964), svensk arkitekt och etsare.
- 29 mars – Dora Carrington (död 1932), brittisk målare och designer.
- 9 april – Charles E. Burchfield (död 1967), amerikansk miljömålare.
- 9 april – Gustaf Svensson (död 1957), svensk konstnär.
- 11 april – John Nash (död 1978), engelsk målare, illustratör och gravör.
- 20 april – Joan Miró (död 1983), spansk målare.
- 16 maj – Stella Bowen (död 1947), australiensisk målare.
- 2 juli – Ruben Nilson (död 1971), svensk konstnär och visdiktare.
- 3 juli – Sándor Bortnyik (död 1976), ungersk målare och grafisk designer.
- 7 juli – Vladimir Majakovskij (född 1930), rysk författare och bildkonstnär.
- 8 juli – Abraham Rattner (död 1978), amerikansk målare och kamouflagespecialist.
- 26 juli – George Grosz (död 1959), tysk målare och tecknare.
- 18 augusti – Gustav Arnér (död 1988), svensk konstnär.
- 15 september – Rene Paul Chambellan (död 1955), amerikansk skulptör.
- 16 september – Karl Larsson (död 1967),  svenskamerikansk konstnär och skulptör.
- 22 september – Hans Leip (död 1983), tysk författare och konstnär.
- 29 september – Carl Gunne (död 1979), svensk målare och amanuens
- 1 oktober – Marianne Brandt (död 1983), tysk målare, skulptör och designer.
- 9 oktober – Mário de Andrade (död 1945), brasiliansk författare och fotograf.
- 12 oktober – Jules Schyl (död 1977), konstnär.
- 5 november – Helge Nielsen (död 1980), dansk konstnär och konstprofessor.
- 22 november – Eric Hallström (död 1946), svensk målare och grafiker.
- 4 december – Gustaf Abels (död 1974), svensk formgivare och gravör.
- 28 december – Elvira Ogrins (död 1987), svensk konstnär och keramiker.
- 29 december – Berthold Bartosch (död 1968), böhmsk animatör.
- okänt datum – Eugène Gabritschevsky (död 1979), rysk biolog och konstnär.

## Avlidna
- 30 januari – Furst Grigorij Gagarin (född 1811), rysk soldat och målare.
- 16 mars – William H. Illingworth (född 1844), amerikansk fotograf.
- 6 april – Vicat Cole (född 1833), engelsk målare.
- 18 april – Richard Carpenter (född 1841), engelsk arkitekt.
- 6 oktober – Ford Madox Brown (född 1821), engelsk målare.
- 29 oktober
  - Gustav Fabergé (född 1814), rysk juvelerare.
  - Gustav Mützel (född 1839), tysk djurmålare.
- 23 december – Gunnar Berg (född 1863), norsk målare.
- okänt datum – Pietro Pezzati (född 1828), italiensk målare.